# Riabuszky
Riabuszky (ukr. Рябушки) – wieś na Ukrainie, w obwodzie sumskim, w rejonie sumskim, w hromadzie Łebedyn. W 2001 liczyła 887 mieszkańców, spośród których 826 wskazało jako ojczysty język ukraiński, 57 rosyjski, 2 mołdawski, a 2 białoruski.